# 張璚
張璚（15世紀—15世紀），字端玉，南直隸松江府華亭縣南城人，明朝政治人物。

## 生平
張璚是宣德七年（1432年）壬子科應天鄉試舉人，八年（1433年）癸丑科會試中副榜，授黃縣訓導，陞淮王府紀善。他侍奉雙親孝順，行喪事照足禮儀，蔬食六年，住在墳墓附近，早晚都前往墓所跪拜哭泣，讓人感動，家居二十年，沒有公事也不入官府。兒子張鎣為正統十三年進士。

## 引用
1. 1 2  光緒《重修華亭縣志·卷十四·人物三》：舉人……明……（宣德）七年壬子科 謝珤榜……張璚 宋府志本傳【云】字端玉，居郡南城，宣德八年以進士乙榜授山東黃縣訓導，陞淮府紀善；璚事親孝，居喪盡禮，蔬食六年，所居近墓，旦夕至墓所跪拜涕泣，聞者感動，家居二十年，非公事不入城府。案郡南城為今婁境。……以上府學
2. ↑  民國《江蘇省通志稿·人物志·第二十卷·仕績十一》：張鎣，字廷器，華亭人。父璚，宣德八年進士乙榜，官淮府紀善，有孝行。鎣，正統十三年進士……